# Хајновка
Хајновка (пољ. Hajnówka) град је у Пољској у Војводству подласком. По подацима из 2012. године број становника у месту је био 21 834.

## Становништво
| 2012.  |
| ------ |
| 21 834 |